# Зебринка акацієва
Зебри́нка акацієва (Calamonastes stierlingi) — вид горобцеподібних птахів родини тамікових (Cisticolidae). Мешкає в Південній Африці.

## Підвиди
Виділяють чотири підвиди:
- C. s. stierlingi Reichenow, 1901 — від південно-східної Анголи і північно-східної Намібії до східної Танзанії і північного Мозамбіку;
- C. s. irwini (Smithers & Paterson, 1956) — від східної Замбії до центрального Мозамбіку і Ботсвани;
- C. s. olivascens (Clancey, 1969) — узбережжя Мозамбіку;
- C. s. pintoi (Irwin, 1960) — південь Мозамбіку і південний схід ПАР.

## Поширення і екологія
Акацієві зебринки живуть в сухих саванах і чагарникових заростях. Зустрічаються на висоті до 1700 м над рівнем моря.